# Drago Medved
Drago Medved, slovenski pisatelj, novinar, urednik, slikar in publicist, * 9. januar 1947, Ponikva, † 7. januar 2016, Nova Cerkev.

## Življenjepis
Medved je leta 1987 diplomiral na ljubljanski Višji upravni šoli. Še pred končanim študijem je bil med drugim novinar pri Novem tedniku in Delu; od 1993 je v svobodnem poklicu. 
Od leta 2002 se je ukvarjal tudi s slikarstvom. Imel je preko 20 samostojnih in skupinskih razstav ter sodeloval na desetih slikarskih kolonijah oziroma simpozijih. Njegovo likovno delo spremlja likovni kritik Mario Berdič. Medved v publicistiki obravnava predvsem naravno in kulturno dediščino ter vinsko kulturo oziroma enogastronomijo. O teh temah je napisal več knjig: Trta življenja (1992), Najlepše trte na Slovenskem (1995), Vinski brevir (1997), Šampanjec, sreča sveta (1999), Sto resnic o vinu (2002), monografijo o akademski slikarki Darinki Pavletič-Lorenčak 2001) in monografijo o slikarju Jožetu Svetini, monografijo Refošk (2008), monografijo Istenič (2009), Vinske bravure, Monografija Vojnik (2011), Monografijo Zlata radgonska resnica (2012), Monografijo Bizeljsko-Sremič 2012 ter vrsto člankov in esejev in jih objavil v raznih revijah doma in v tujini. Za svoje publicistično delo je leta 1995 v Weimarju prejel zlato medaljo Recherche de la qualité mednarodnega Reda sv. Fortunata.
Je avtor knjige Slovenski Dunaj (COBISS) in Donava (2001) ter pesniške zbirke Botritis (2007)
Od leta 1969 do 1976 je bil tudi glavni urednik literarne revije Obrazi.
S slikarstvom se intenzivneje ukvarja zadnjih dvanajst let. Imel je okoli 50 samostojnih in skupinskih razstav ter sodeloval na mnogih likovnih kolonijah. Na mednarodnem likovnem simpoziju v Makolah 2012 je prejel specialno priznanje strokovne žirije za slikarstvo. Je član Društva likovnih umetnikov Maribor.